# Peter van Diest
Peter van Diest of Petrus Diesthemius was waarschijnlijk de auteur van de middeleeuwse moraliteit Elckerlijc: zijn naam wordt althans in een 16e-eeuwse Latijnse bewerking genoemd als de auteur van het originele werk. Hij zou het hebben geschreven in opdracht van de rederijkerskamer van Leuven.
De taal- en letterkundige Henri Logeman (1862-1936) identificeerde Peter van Diest als Petrus Dorlandus (1451-1507), de vicaris van het kartuizerklooster van Diest. Dorlandus schreef ook de Corona Cartusiana, een geschiedenis van de Kartuizer orde tot 1468, en de Historie van S. Anna (1501). Tegen de gelijkstelling zijn echter ook wel bezwaren ingebracht. Ook is wel voorgesteld dat de schrijver van de Latijnse bewerking de twee naamgenoten uit hetzelfde klooster heeft verward en dat niet Van Diest, maar Dorlandus de schrijver is van Elckerlijc, mede omdat men de beter opgeleide Dorlandus een aannemelijker kandidaat voor het auteurschap van Elckerlijc acht dan Van Diest. 
Niettemin wordt tegenwoordig Petrus Dorlandus doorgaans beschouwd als auteur van Elckerlijc.